# Lauren Peso Polska
Lauren Peso Polska S.A. (GPW: ) – polska spółka prawa handlowego z siedzibą w Chorzowie, notowana na rynku NewConnect prowadzonym przez Giełdę Papierów Wartościowych w Warszawie (Ticker:LPS). 
Lauren Peso Polska S.A. była pierwszą polską firmą szkoleniową, której akcje znalazły się na giełdzie. Spółka zajmuje się sprzedażą i organizacją szkoleń biznesowych, szkoleń certyfikowanych i kursów zawodowych. Ponadto świadczy usługi HR i organizuje szkolenia integracyjne, w tym eventy. Firma posiada 12 oddziałów w całej Polsce, jej siedziba mieści się w Chorzowie.

## Historia spółki
Spółka została założona jako Lauren Peso Polska Sp. z o.o. w 2006 roku. W styczniu 2010 została zmieniona jej forma organizacyjno prawna ze spółki z ograniczoną odpowiedzialnością na spółkę akcyjną
, co umożliwiło wprowadzenie jej na giełdę 16 kwietnia 2010.
W listopadzie 2010 roku, spółka została współzałożycielem firmy z branży public relations - Your Image S.A.

## Struktura akcjonariatu
W dniu 9 lutego 2011 struktura akcjonariatu spółki wyglądała następująco:
- Kamil Kita - 40,84% akcji
- Adrian Tabor - 40,84% akcji
- Pozostali - 18,31% akcji